# National Trust for Scotland
O National Trust for Scotland for Places of Historic Interest or Natural Beauty, mais conhecido como the National Trust for Scotland (Língua Gaélica: Urras Nàiseanta na h-Alba) é uma instituição que conserva e promove as heranças culturais e naturais da Escócia para que as atuais e futuras gerações possam desfrutar das mesmas heranças

## História
A instituição foi fundada em 1931; em 2010 já contava com 450 funcionários, mais de 310 mil membros e 1,5 milhões de visitantes registrados. A fundação possui e administra cerca de 130 propriedades e 730 quilômetros quadrados de terra, incluindo castelos, habitações antigas, lugares históricos, jardins e áreas rurais remotas. Grande parte dos terrenos e espaços abertos são abertos ao decorrer do ano, embora alguns prédios possam geralmente ser visitados de Abril a Outubro, e às vezes apenas às tardes.
David Learmont, o primeiro curador do National Trust for Scotland, que exerceu o cargo por mais de vinte e oito anos, morreu em julho de 2009, aos 74 anos de idade.